# La Chasse au renard
Pour les articles homonymes, voir Chasse au renard (homonymie).
Pour plus de détails, voir Fiche technique et Distribution.
La Chasse au renard (The Fox Hunt) est un dessin animé de Donald Duck produit par Walt Disney pour RKO Radio Pictures et sorti le 29 juillet 1938.

## Synopsis
Donald Duck et Dingo sont partis à la chasse au renard. Tandis que Donald tient les chiens, Dingo chevauche Horace, une proie surgit mais la chasse n'est pas de tout repos... surtout que l'animal est rusé.
À la fin, les deux compères participent à la fête donnée pour la fin de la chasse à laquelle est visible brièvement les autres personnages tels que Mickey Mouse, Minnie Mouse, Clarabelle et Clara Cluck.

## Fiche technique
- Titre original : The Fox Hunt
- Titre français : La Chasse au renard
- Série : Donald & Dingo
- Réalisateur : Ben Sharpsteen
- Voix : Pinto Colvig (Dingo), Florence Gill (Clara Cluck), Clarence Nash (Donald)
- Producteur : Walt Disney
- Société de production : Walt Disney Productions
- Distributeur : RKO Radio Pictures
- Date de sortie : 29 juillet 1938[2]
- Format d'image : Couleur (Technicolor)
- Son : Mono
- Durée : 8 min
- Langue : (en)
- Pays :  États-Unis

## Voix françaises

### 1erdoublage (1989)
- Sylvain Caruso : Donald Duck
- Roger Lumont : Dingo

### 2edoublage (2002)
- Sylvain Caruso : Donald Duck
- Gérard Rinaldi : Dingo

## Commentaires
Horace est redevenu dans ce film un simple cheval, non anthropomorphique. C'est le cas dans plusieurs autres films et il partage cette particularité avec sa conjointe Clarabelle Cow.
Ce film est à la fois un remake de The Fox Chase (1928), un court métrage de la série Oswald le lapin chanceux et de la Silly Symphony The Fox Hunt (1931), les trois films se terminent à peu près de la même manière, une mouffette dans un arbre creux.

## Titre en différentes langues
D'après IMDb :
- Allemagne : Die Fuchsjagd
- Suède : Kalle Anka jagar räv, Kalle Anka på rävjakt